# Song of Bloom
Song of Bloom  — это инди-игра интерактивная и повествовательная головоломка, разработанная немецким программистом Филиппом Штолленмайером. Её выход на мобильные устройства состоялся 18 декабря 2019 года. Игрок должен решать головоломки, рисовать, взаимодействовать с предметами и находить скрытые подсказки, чтобы проходить уровни. 

## Игровой процесс
Игра представляет собой повествовательную головоломку и цифровую версию художественной инсталляции. Каждый уровень в игре представлен рядом интерактивных сцен, сопровождающихся женским голосом. Со стороны кажется, что сцены лишены своего смысла, представляя собой скорее набор монохроматических, абстрактных образов, в сопровождении загадочной женской речи, однако каждая из этих сцен скрывает какую либо загадку, которую разгадав, игрок открывает доступ к новой сцене или новой части истории. При этом игроку будет необходимо проходить через одни и те же сцены по несколько раз, но совершая иные действия, чтобы найти дополнительные загадки. Взаимодействия бывают самыми разными, например игрок может рисовать, а правильно нарисованные фигуры открывают доступ к скрытым уровням. Также он может перемещать предметы, наживать на них, вращать, срывать их, искать скрытые послания, рисовать линии. Взаимодействие с уровнем иногда требует необычного подхода, например трясти экран, использовать кнопки громкости, или даже подключить телефон к зарядному устройству. Каждый пройденный уровень оставляет игроку подсказки, показывающие, как в уже раннее пройденных уровнях можно открыть доступ к новым и скрытым уровням. Сами уровни представлены в виде бутонов, которые становятся цветами, после их прохождения.

## Создание и выход
Разработкой игры занимался независимый немецкий разработчик и дизайнер Филипп Штолленмайер, зарекомендовавший себя выпуском ряда других мобильных игр, представляющих собой необычные и экспериментальные головоломки, такие, как например Zip Zap или Sypertype. При этом Song of Bloom стал самым амбициозным проектом из всех раннее созданных. Штолленмайер заметил, что ещё до разработки игры, он снял видео берег моря, видео испортил проплывающий перед камерой человек. Именно этим материалом вдохновлялся дизайнер. За основу игрового процесса разработчик взял идею того, как человек может развивать новый взгляд на новую картину, игра должна была подталкивать игрока видеть предметы в изображении, или же наоборот рассматривать само изображение, как объект. Сам процесс разработки Штолленмайер описывал, как импровизацию, заметив, что для него слишком утомительно работать долго над одним проектом, поэтому фактически он работал над множеством мини-проектов со своими художественными стилями и игровым процессом, которые в итоге были соединены в одну игру. Таком образом художественный стиль представляет собой эклектику. Разработчик также заметил, что любит играть с четвёртой стеной, решив добавить в игру взаимодействие например с кнопками громкости.
Выход игры состоялся 18 декабря 2019 года на iOS. По версии сайта Gamepur, Song of Bloom вошла в список 10 лучших игр на iPad 2020 года. Также редакция Kotaku внесла игру в список «20 лучших мобильных игр, в которых вы скорее всего не играли». Игра также получила приз «Nuovo Award» на мероприятии Independent Games Festival и почётно упомянута в категориях «превосходное визуальное искусство» и «главный приз».

## Критика
| Иноязычные издания | Иноязычные издания |
| Издание            | Оценка             |
| ------------------ | ------------------ |
| Stuff              | [ 13 ]             |
| Toucharcade        | [ 1 ]              |
| Мetro.co.uk        | 8/10               |
| 148Apps            | [ 3 ]              |

Song of Bloom получила положительные оценки со стороны игровых критиков. Например редакция Metro заметила, что внимательный к деталям игровой процесс, приятное музыкальное сопровождение и её таинственное повествование делает игру в Bloom постоянным восхитительным опытом. Например сайта Toucharcade заметил, что Song of Bloom относится к тем играм, которые оценивают не за её графику, а прежде всего необычный художественный подход. Критик заметил, что достаточно трудно описать, что такое игровой процесс в Song of Bloom, кроме того, что он поощряет у игрока нестандартное мышление и вознаграждает его за поиск самых необычных подходов в решении головоломок. Хотя иногда головоломки выглядят нелепыми, но некоторые из ник по мнению критика гениальны. Крейг Грэннеллом с сайта Stuff заметил, что на фоне основной массы мобильных игр, создающихся как коммерческие продукты, такие игры, как Song of Bloom, вызывающие чистые эмоции являются большой редкостью. Сам игровой опыт и взаимодействие с уровнями вполне увязывается с произведением искусства. 
Критик сайта 148apps заметил, что такие игры, как Song of Bloom, заставляют его понять, что никто по прежнему не знает до конца, что такое мобильные игры. Саму игру рецензент назвал невероятно красивой и оригинальной головоломкой, которая нигде не может работать, кроме, как на телефоне. Уникальность геймплея — несомненно сильная стороны игры, но критик также указал и на ряд существенных недостатков, в частности он заметил, что многие подсказки в Song of Bloom слишком прямолинейны, в других случаях они наоборот слишком расплывчаты. В итоге в некоторых случаях игра выглядит слишком простой, в иных же ситуациях игрок застрянет за решением головоломок, безрезультатно пробуя альтернативные стратегии. Помимо этой проблемы, критик указал и на не ясную повествовательную линию, которая фактически не даёт какой либо информации и не даёт ответа после прохождения игры. В итоге критик заметил, что Song of Bloom получилась маленьким шедевром, но не полностью реализующим свой потенциал.